# Mayet (Sarthe)
Pour les articles homonymes, voir Mayet.
Mayet [majɛ] est une commune française, située dans le département de la Sarthe en région Pays de la Loire, peuplée de 3 186 habitants (les Mayetais).
La commune fait partie de la province historique du Maine, et se situe dans le Haut-Maine (Maine blanc).

## Géographie
47°45' latitude Nord, 0°16' longitude est au sud et à l'est du ruisseau à truite l'Aune, au nord du Loir, à l'ouest de la forêt de Bercé et de l'autoroute A28 (axe Calais - Bayonne).
La commune est située à la limite du Haut-Anjou sarthois, surnommé le Maine angevin.

### Lieux-dits et écarts
Quartier Saint Nicolast (motte féodale), la Chevalerie de Baigneux, la Fontaine Pot de Vin, le lavoir de la Caille, le lavoir de l'Arche, la place de l'Hôtel de Ville et ses constructions fin XIXe siècle, le fort des Sales, et à proximité le manoir de Sarceau (maison de Ronsard). La forêt de Bercé (plus de 5 000 ha).

### Communes limitrophes
|             | Écommoy                          | Marigné-Laillé        |
| Pontvallain | Mayet                            | Beaumont-Pied-de-Bœuf |
| Sarcé       | Aubigné-Racan, Verneil-le-Chétif | Lavernat              |

### Climat
Pour des articles plus généraux, voir Climat des Pays de la Loire et Climat de la Sarthe.
En 2010, le climat de la commune est de type climat océanique dégradé des plaines du Centre et du Nord, selon une étude du CNRS s'appuyant sur une série de données couvrant la période 1971-2000. En 2020, Météo-France publie une typologie des climats de la France métropolitaine dans laquelle la commune est dans une zone de transition entre le climat océanique et le climat océanique altéré et est dans la région climatique Moyenne vallée de la Loire, caractérisée par une bonne insolation (1 850 h/an) et un été peu pluvieux.
Pour la période 1971-2000, la température annuelle moyenne est de 11,2 °C, avec une amplitude thermique annuelle de 14,5 °C. Le cumul annuel moyen de précipitations est de 699 mm, avec 11,3 jours de précipitations en janvier et 6,9 jours en juillet. Pour la période 1991-2020, la température moyenne annuelle observée sur la station météorologique de Météo-France la plus proche, sur la commune de Luché-Pringé à 16 km à vol d'oiseau, est de 12,4 °C et le cumul annuel moyen de précipitations est de 658,2 mm,. Pour l'avenir, les paramètres climatiques de la commune estimés pour 2050 selon différents scénarios d'émission de gaz à effet de serre sont consultables sur un site dédié publié par Météo-France en novembre 2022.

## Urbanisme

### Typologie
Au 1er janvier 2024, Mayet est catégorisée bourg rural, selon la nouvelle grille communale de densité à sept niveaux définie par l'Insee en 2022.
Elle appartient à l'unité urbaine de Mayet, une unité urbaine monocommunale constituant une ville isolée,. Par ailleurs la commune fait partie de l'aire d'attraction du Mans, dont elle est une commune de la couronne,. Cette aire, qui regroupe 144 communes, est catégorisée dans les aires de 200 000 à moins de 700 000 habitants,.

### Occupation des sols
L'occupation des sols de la commune, telle qu'elle ressort de la base de données européenne d’occupation biophysique des sols Corine Land Cover (CLC), est marquée par l'importance des territoires agricoles (60,2 % en 2018), une proportion sensiblement équivalente à celle de 1990 (61 %). La répartition détaillée en 2018 est la suivante : 
forêts (35,1 %), terres arables (29,8 %), prairies (19,2 %), zones agricoles hétérogènes (9,8 %), zones urbanisées (4,7 %), cultures permanentes (1,4 %), milieux à végétation arbustive et/ou herbacée (0,1 %). L'évolution de l’occupation des sols de la commune et de ses infrastructures peut être observée sur les différentes représentations cartographiques du territoire : la carte de Cassini (XVIIIe siècle), la carte d'état-major (1820-1866) et les cartes ou photos aériennes de l'IGN pour la période actuelle (1950 à aujourd'hui).

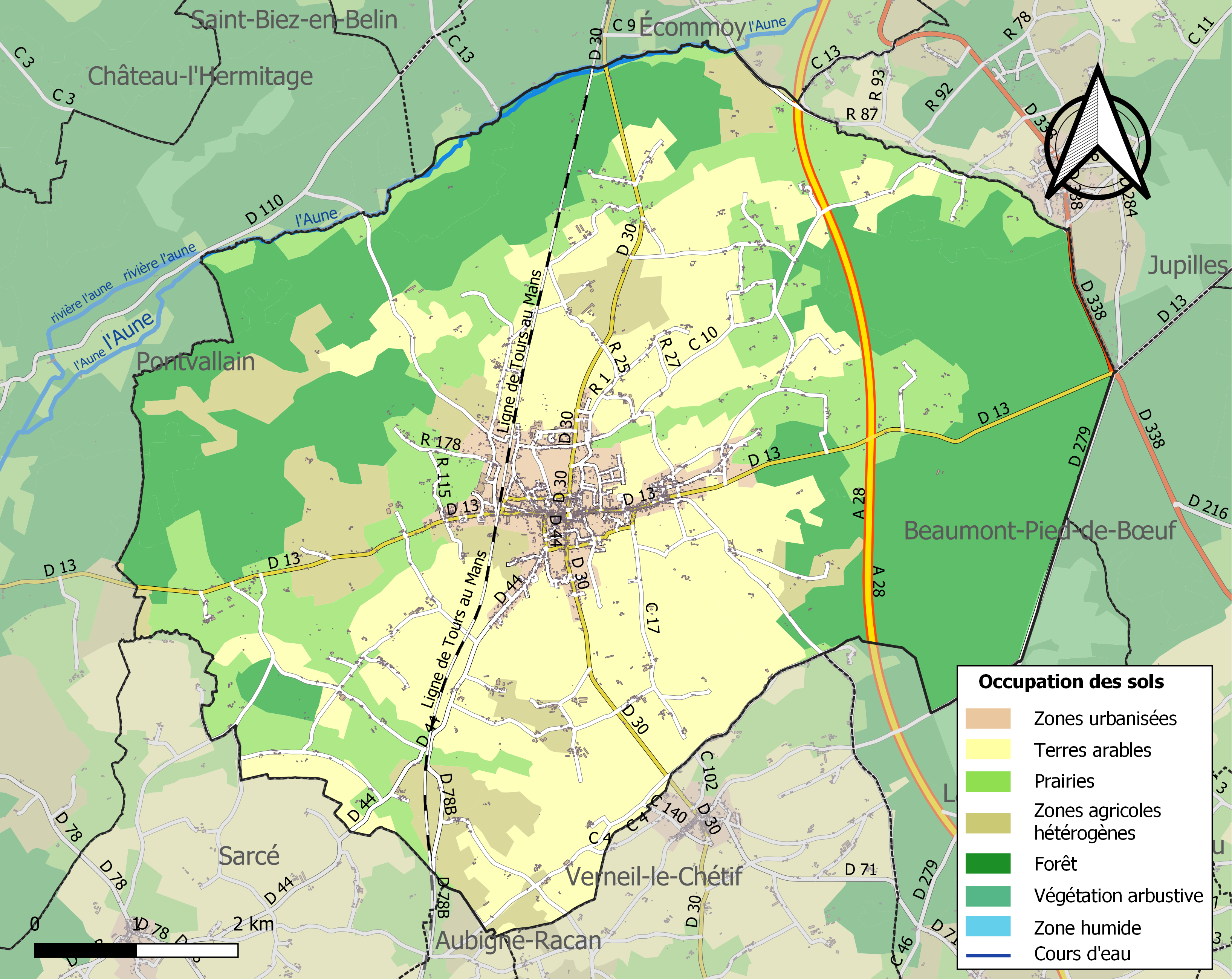
Carte des infrastructures et de l'occupation des sols de la commune en 2018 (CLC).

## Histoire
- Mathilde, dame de Château-du-Loir, fille de Gervais, seigneur de Château-du-Loir et de Mayet et femme de Hélie Ier de la Flèche comte du Maine. Sa fille Érembourg du Maine Hérembourg de la Flèche, épouse en 1109 Foulque V le Bel, comte d'Anjou et de Tours, et lui apporta le Maine, qui fut ainsi définitivement rattaché à l'Anjou.
- Au Haut Moyen Âge, depuis 842, date du premier anoblissement par Charles II roi de Neustrie de la Seigneurie de Mayet, vassale de Château-du-Loir. La paroisse de Saint-Nicolas (à cause de sa léproserie) sera jusqu'au milieu du XVe siècle l'église paroissiale. Le bourg principal est cerné par un mur de Bayle depuis 1320 date de son second anoblissement.
- En 1203, la seigneurie est rachetée par Philippe Auguste sur ses deniers propres pour la somme de 30.000 écus parisis. La seigneurie passe alors dans le domaine royal. Il faut attendre l'assèchement des marais qui bordent alors tout le bas du village pour qu'il puisse s'étendre vers l'Est.
- en 1425, une l'église dédiée à saint Martin est construite là où se tient actuellement la fontaine monumentale. C'est à cause d'un meurtre perpétré dans son sein qu'une Interdiction est prononcée par l'évêque Laverne de Monthénard en 1693 et le mobilier cultuel déposé dans l'ancienne église Saint-Nicolas qui restera jusqu'à la Révolution et malgré de nombreuses lettres du curé de Saint-Martin auprès de l'évêque, l'église paroissiale.
- Au XIIe siècle, la terre des Sales appartiennent aux rois d'Angleterre (terres saliques : les Sales). Henri II Plantagenêt, arrière petit-fils de Mathilde de Château-du-Loir devient comte d'Anjou à la mort de son père Geoffroy Martel en 1151, fait construire en 1189 le fort dit des Sales, afin de protéger son fief de Château-du-Loir et ses terres du Maine angevin. Ce n'est alors qu'une caserne qui servait au repos du contingent d'hommes d'armes stationné à la garde de l'abbaye du Mélinais et commandé par un capitaine. Il passe après la guerre de Cent Ans en de nombreuses mains dont celles de la famille Carreau de la Carrelière, l'une des plus anciennes familles de Mayet avec celle de Daron de Maillé. Ces derniers vont s'installer au fur et à mesure que la famille s'anoblit au plus près du roi et vont s'établir sur des terres tourangelles et angevines et poitevines.
- Sous l'Ancien Régime et jusqu'à la Révolution française, Mayet dépendait de la Généralité de Tours et du tribunal de Château-du-Loir ou « greniers à sel »[14].
- le XIXe siècle est une ère de prospérité pour le nouveau chef-lieu de canton qui s'ouvre grâce au désenclavement de la ville avec l'arrivée du chemin de fer et l'ouverture de deux chemins de grande circulation d'Est en Ouest (Nantes à Orléans), et du Nord au Sud (Paris à Bordeaux), qui se croisent en son centre. La place centrale devient alors une plaque tournante qui fait vivre une population plus importante. La stabilité de la mairie à cette époque portée par un maire charismatique et entreprenant voire visionnaire, François Fialeix, installe le néoclassissisme dans une nouvelle architecture sur les maisons de maître qui bordent la nouvelle rue qui s'étend alors depuis la gare jusqu'au quartier féodal dont le Présidial ferme alors la place Saint-Nicolas. On n'hésite pas à le tronquer d'une façon drastique pour ouvrir la route qui traverse alors la forêt domaniale de Bercé.

## Politique et administration
| Période                                  | Période      | Identité            | Étiquette    | Qualité |
| ---------------------------------------- | ------------ | ------------------- | ------------ | --- |
| Les données manquantes sont à compléter. |              |                     |              | |
| 1854                                     | 1872         | François Fialeix    | conservateur | Conseiller général de Mayet Peintre Verrier, atelier de peinture sur verre de Mayet (propriétaire et directeur)                                                                                                 |
| Les données manquantes sont à compléter. |              |                     |              | |
| 1876                                     | 1884         | Alphonse Bouttevin  | conservateur | Conseiller général de Mayet Directeur et propriétaire de la manufacture de toiles dites Toiles de Château-du-Loir                                                                                               |
| 1884                                     | 1907         | Eugène Termeau      |              | |
| 1907                                     | 1927 (décès) | Eugène Garnier      | Rad.         | Propriétaire Conseiller général de Mayet (1913 → 1927) |
| 1927                                     | mai 1953     | Gustave Sarcé       | PRRRS        | Propriétaire Conseiller d'arrondissement |
| mai 1953                                 | mars 1977    | Max Boyer           | SFIO puis PS | Journaliste et fondateur du quotidien Le Maine libre Conseiller de la République (1946 → 1948) Conseiller général de Mayet (1945 → 1970) Président du conseil général (1945 → 1951, 1952 → 1958 et 1967 → 1970) |
| mars 1977                                | juin 1995    | Bernard Pavy        | DVG-PS       | Principal de collège |
| juin 1995                                | mars 2008    | Pierre David        | DVD          | Directeur territorial honoraire |
| mars 2008                                | mai 2020     | Jean-Paul Beaudouin | DVD          | Agriculteur retraité |
| mai 2020                                 | En cours     | Pierre Ouvrard      | DVG          | Directeur d'école 4e vice-président de la CC Sud Sarthe (2020 → ) |

Mayet est une des vingt-trois communes de la communauté de communes Sud Sarthe ; pays d'art et d'histoire de la vallée du Loir (2006). Elle a été chef-lieu du canton de Mayet jusqu'en 2015.

## Démographie
L'évolution du nombre d'habitants est connue à travers les recensements de la population effectués dans la commune depuis 1793. Pour les communes de moins de 10 000 habitants, une enquête de recensement portant sur toute la population est réalisée tous les cinq ans, les populations de référence des années intermédiaires étant quant à elles estimées par interpolation ou extrapolation. Pour la commune, le premier recensement exhaustif entrant dans le cadre du nouveau dispositif a été réalisé en 2006.
En 2022, la commune comptait 3 186 habitants, en évolution de +1,46 % par rapport à 2016 (Sarthe : −0,25 %, France hors Mayotte : +2,11 %).
| 1793  | 1800  | 1806  | 1821  | 1831  | 1836  | 1841  | 1846  | 1851  |
| ----- | ----- | ----- | ----- | ----- | ----- | ----- | ----- | ----- |
| 2 800 | 3 165 | 3 160 | 3 307 | 3 519 | 3 630 | 3 724 | 3 766 | 3 764 |

| 1856  | 1861  | 1866  | 1872  | 1876  | 1881  | 1886  | 1891  | 1896  |
| ----- | ----- | ----- | ----- | ----- | ----- | ----- | ----- | ----- |
| 3 771 | 3 900 | 3 820 | 3 693 | 3 620 | 3 484 | 3 394 | 3 418 | 3 465 |

| 1901  | 1906  | 1911  | 1921  | 1926  | 1931  | 1936  | 1946  | 1954  |
| ----- | ----- | ----- | ----- | ----- | ----- | ----- | ----- | ----- |
| 3 427 | 3 361 | 3 179 | 3 078 | 3 084 | 3 034 | 2 947 | 3 160 | 3 003 |

| 1962  | 1968  | 1975  | 1982  | 1990  | 1999  | 2006  | 2011  | 2016  |
| ----- | ----- | ----- | ----- | ----- | ----- | ----- | ----- | ----- |
| 3 132 | 3 253 | 3 019 | 2 876 | 2 877 | 2 915 | 3 148 | 3 194 | 3 140 |

| 2021  | 2022  | - | - | - | - | - | - | - |
| ----- | ----- | - | - | - | - | - | - | - |
| 3 164 | 3 186 | - | - | - | - | - | - | - |

## Patrimoine religieux et civil
- Le quartier féodal, La chapelle Sainte-Croix (privée) à l'extrémité du quartier Saint-Nicolas. la fontaine Pot de vin.
- Église Notre-Dame-de-l'Immaculée-Conception remplaçant l'ancienne église Saint-Martin, est construite dans un style néogothique de la seconde moitié du XIXe siècle, selon les plans de l'architecte diocésain Pierre Delarue[23]. Les vitraux de l'atelier François Fialeix composent un ensemble illustrant dans le chœur l'Ancien Testament et dans la nef le Nouveau Testament tandis que les parties hautes de cette nef décrivent la Légende dorée de saint Nicolas et de saint Martin. Les deux vitraux dans la chapelle de la Vierge : L'immaculée Conception et L'installation du culte marial en décembre 1854, pour lesquels le peintre a reçu la croix de chevalier de l'ordre de Saint-Grégoire-le-Grand, sont remarquables.
- La place de l'Hôtel-de-Ville - François Fialeix, entièrement créée au XIXe siècle grâce à son maire François Fialeix, est le point de départ d'un bel alignement de façades à l'italienne et d'une quantité importante de lucarnes à façade de pierres de tuffeau.

## Économie
Autrefois région essentiellement agricole consacrée au chanvre, proche de la forêt de Bercé célèbre pour ses chênes, l'arrivée du train Le Mans-Tours au XIXe siècle et le tracé de nouveaux axes routiers (Nantes- Paris et Tours - Blois) permet aux commerces de s'installer et aux hôtels de prospérer. Les ateliers de filature et trois manufactures de toiles et de couvertures vont perdurer jusqu'à la Première Guerre mondiale tout comme la manufacture de vitraux qui fermera ses portes à la mort d'Anne Fialeix en 1917. Les ateliers Gourdin, fabricants d'horloges monumentales et de mécanismes de précision, installent tout comme les vitraux de Fialeix le nom de Mayet sur les façades des églises dans toute la France et à l'étranger. Les cadrans émaillés sur cuivre ont tendance à disparaître et sont remplacés par des cadrans modernes sans grand intérêt.
Au début du XXe siècle, la scierie Cavé, et une fabrique de balais Gallois emploient la plus grande partie des ouvriers et plus tard la corderie de chanvre Franchet travaillera pour la marine et les vieux gréements jusque dans les années 2000.
Au XXIe siècle, la SOFAC fabrique les cartonnages et les calendriers.
Haut lieu d'implantation de la télévision au milieu du XXe siècle, à la fin du XXe siècle la protection du pique-prune fait reculer l'arrivée de l'autoroute d'une dizaine d'années, enfin le XXIe siècle s'ouvre avec la remise en état du petit patrimoine (lavoirs, lucarne, anciennes demeures, etc.) et la percée de l'autoroute en lisière de la forêt domaniale, le remembrement permet une utilisation plus performante des surfaces agricoles, une meilleure utilisation de l'eau. La nappe phréatique affleure sur le canton en différents points.

## Lieux et monuments
- Émetteur de Mayet, cinquième plus haute construction de France depuis sa rénovation et l'augmentation de sa taille. Il culmine à 342 mètres.
- Château du Fort-des-Salles, des XIe, XVe et XVIe siècles, la tour du XVIe siècle est inscrite au titre des monuments historiques en 1927, et la poterne est classée au titre des monuments historiques en 1984[24].
- Église Notre Dame de l'Immaculée Conception de la très Sainte Vierge Marie.
- Manoir de Baigneux, du XIVe siècle.
- Manoir des Viviers, des XVe et XVIe siècles.
- Maison seigneuriale de Vezins, des XIIIe, XVe et XVIIe siècles.
- La Gruellerie, des XIIIe et XIVe siècles.
- Maison seigneuriale de Coulaines, des IXe et XVe siècles.
- Maison seigneuriale de la Carrelière, des IXe et XVe siècles.
- Maison seigneuriale de la Pivardière, du XVe siècle.
- Manoir d'Aubeterre, logis et fief du prieuré de Château-l'Hermitage.
- Motte féodale du IXe siècle.

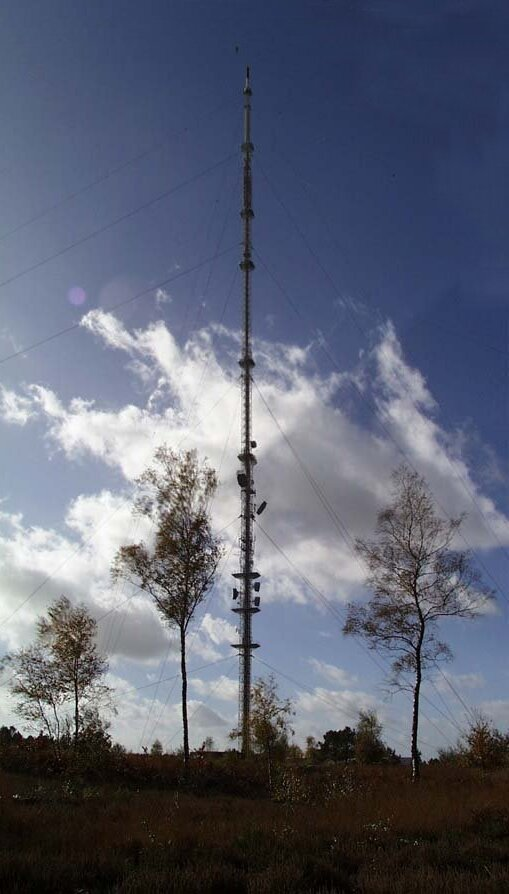
L'émetteur de Mayet.
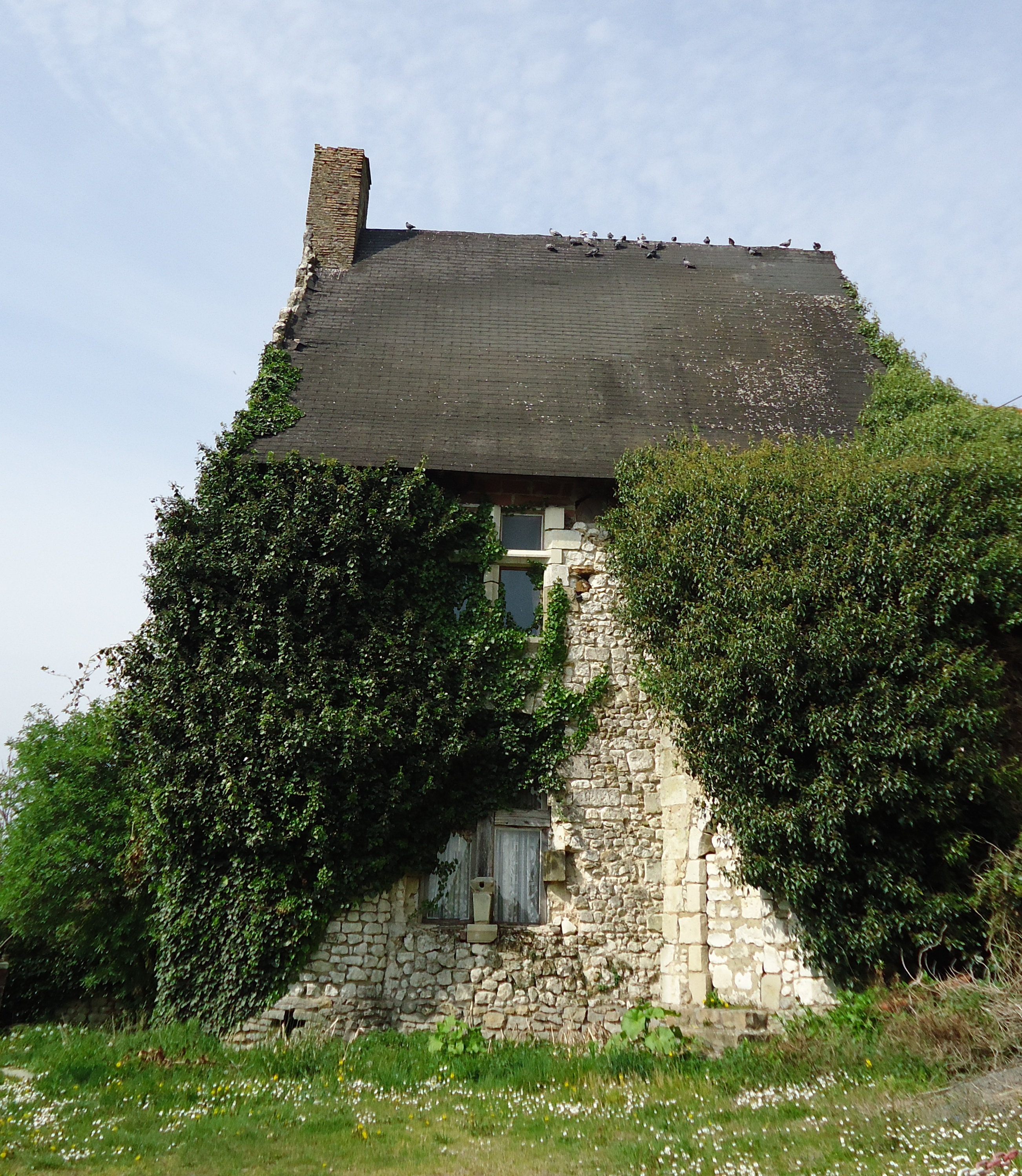
Le manoir de Baigneux au vieux Mayet.
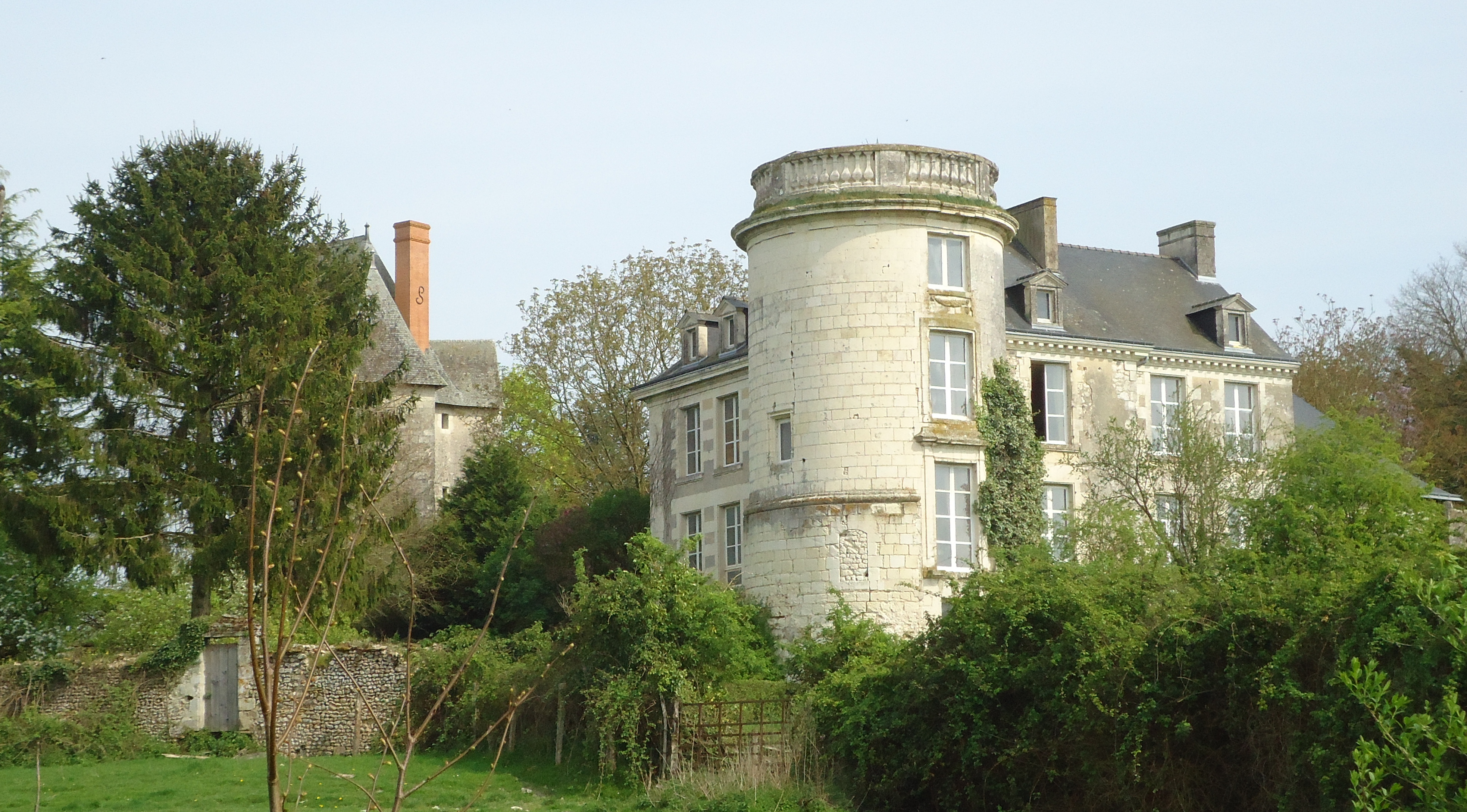
La tour du château du Fort-des-Salles.
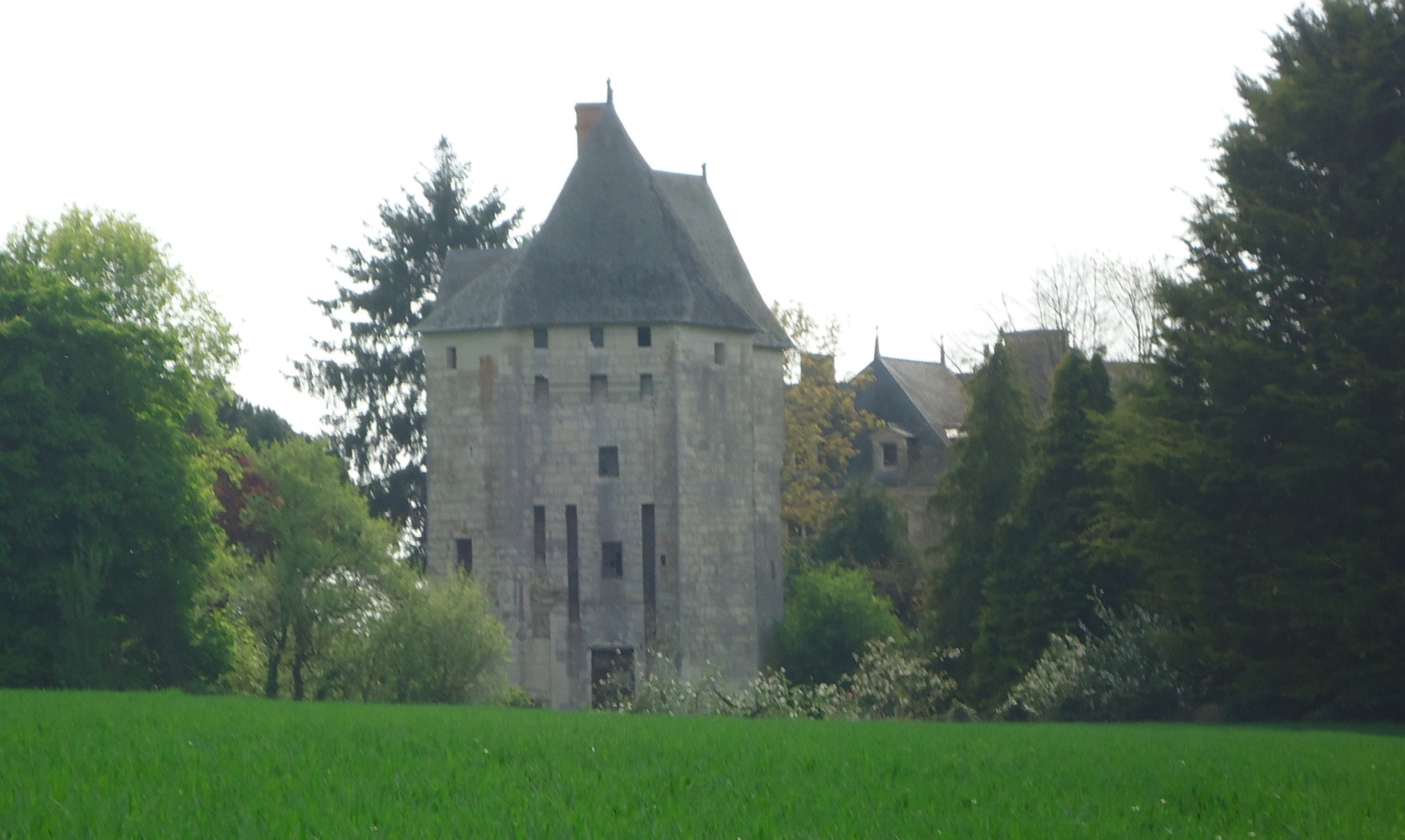
La poterne du château du Fort-des-Salles.
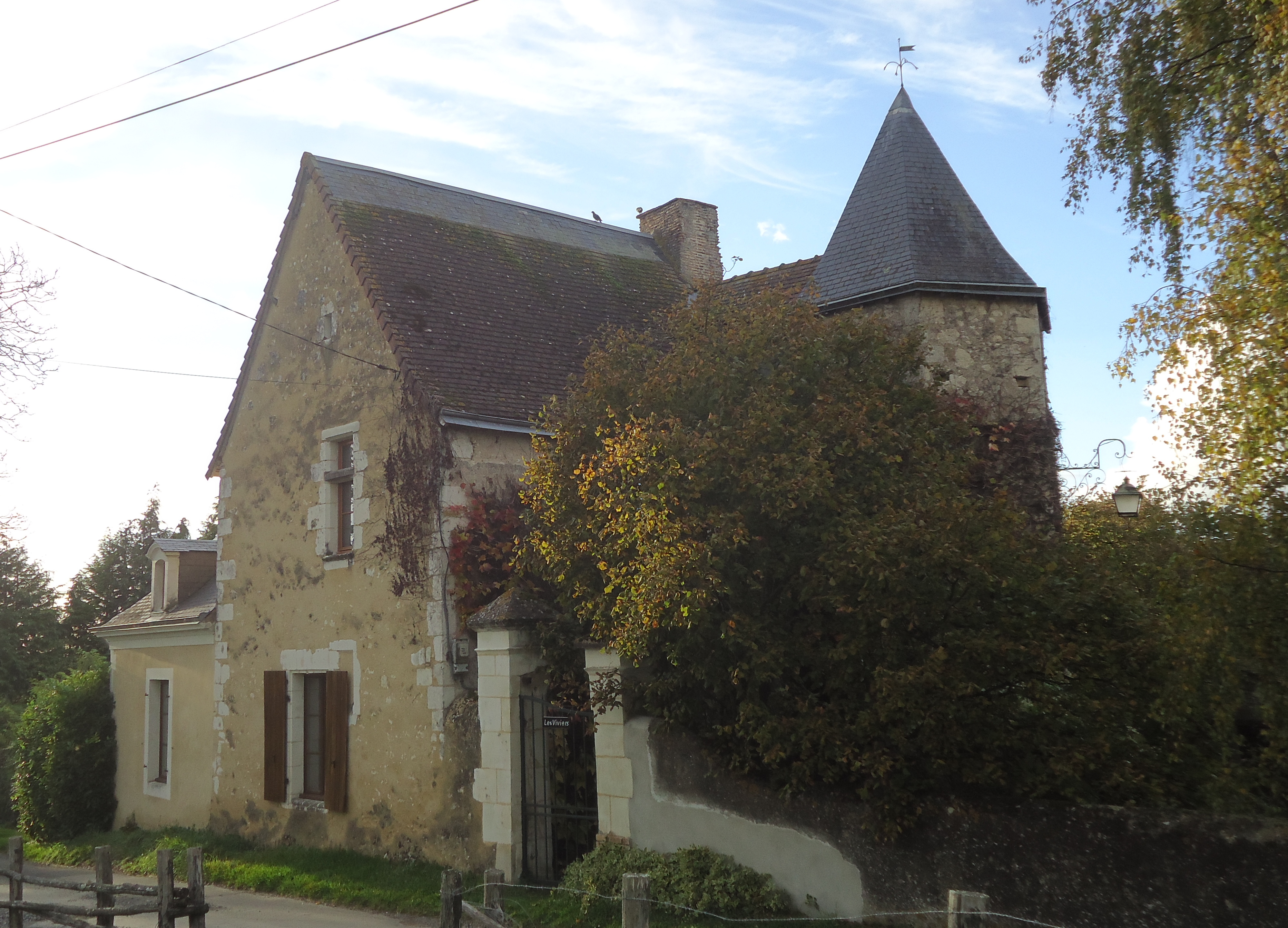
Le manoir des Viviers.
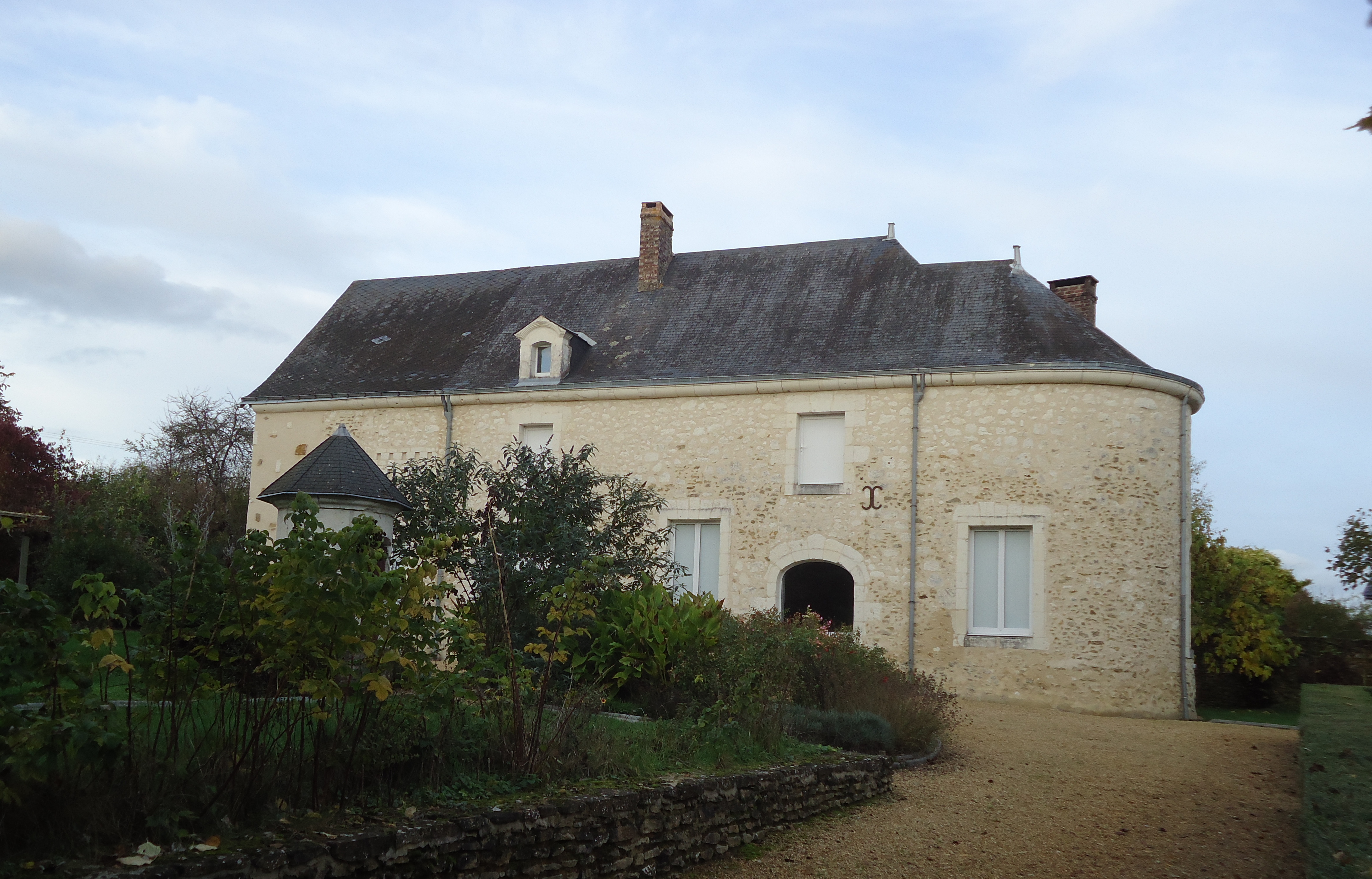
La maison seigneuriale de Vezin.
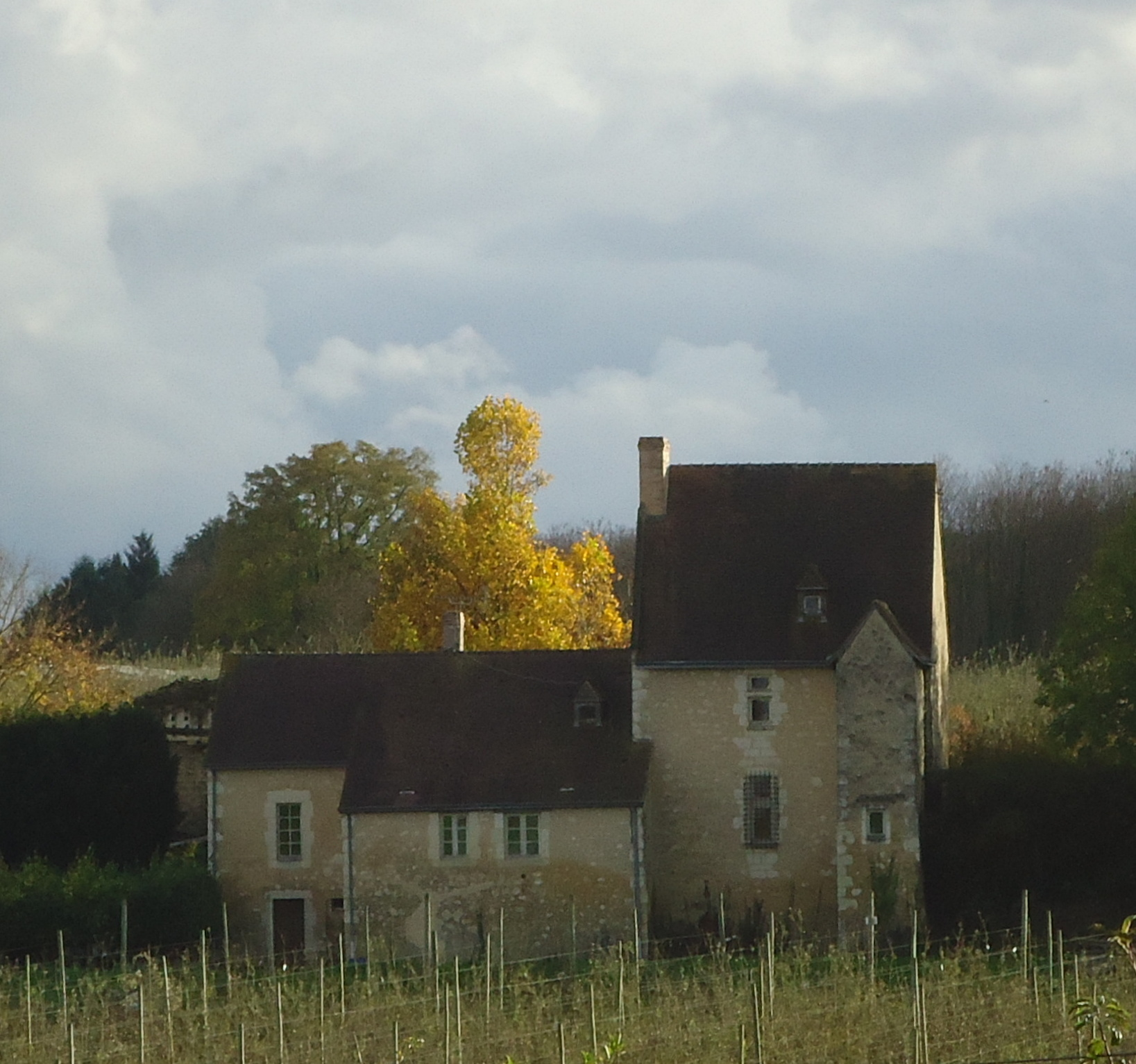
La maison seigneuriale de Coulaines.
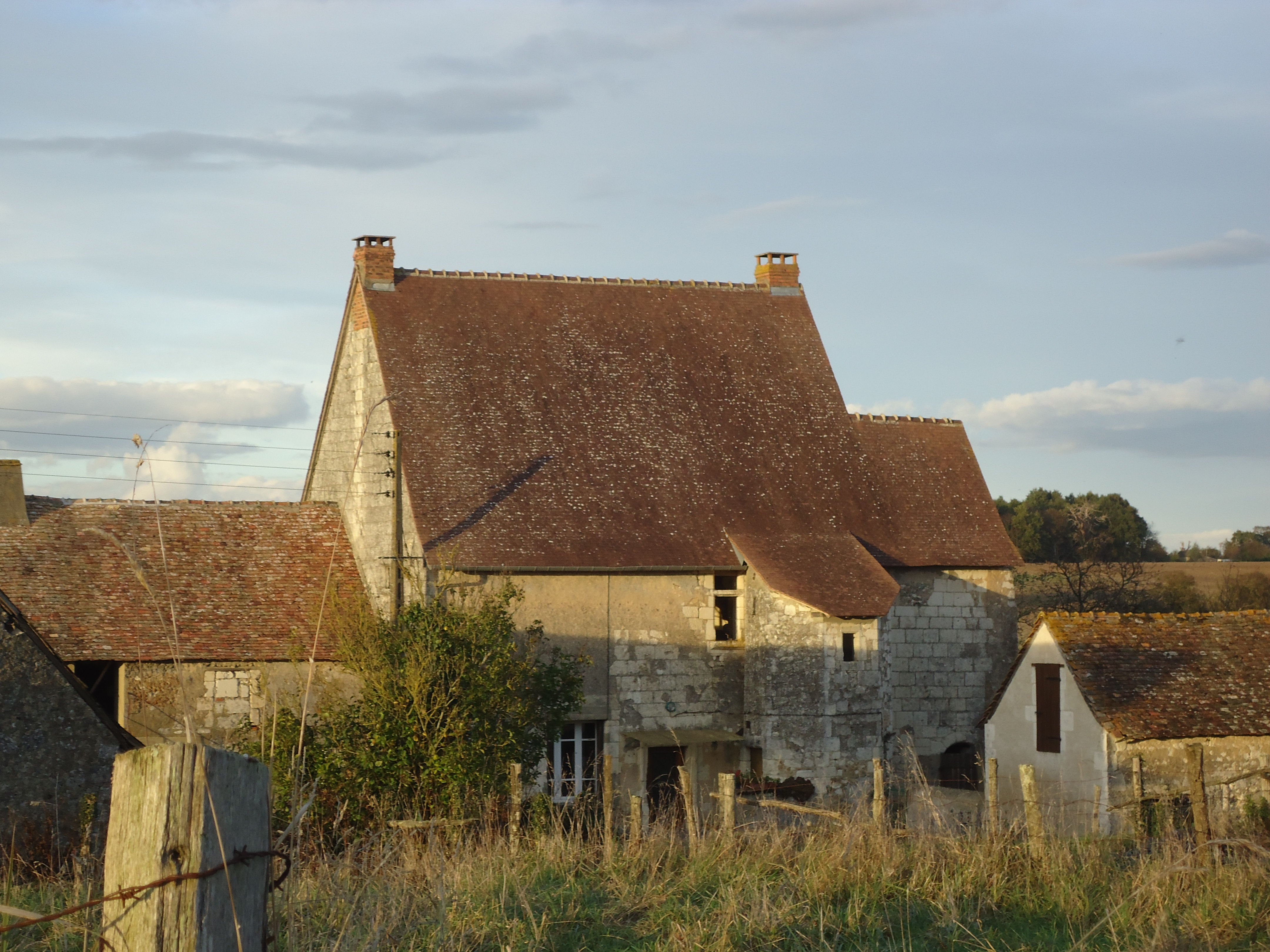
La maison seigneuriale de la Quarelière.
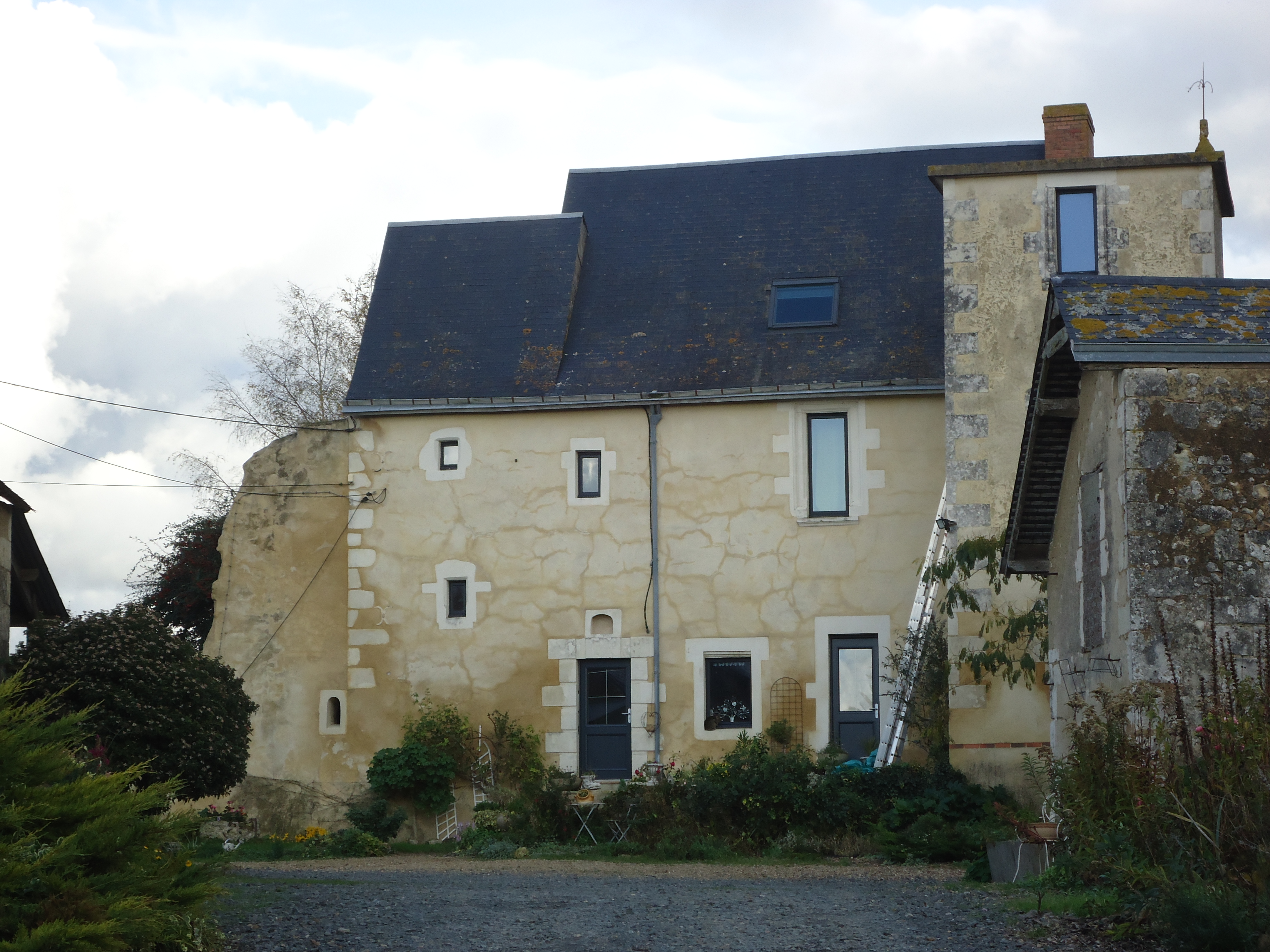
La maison seigneuriale de la Pivardière.
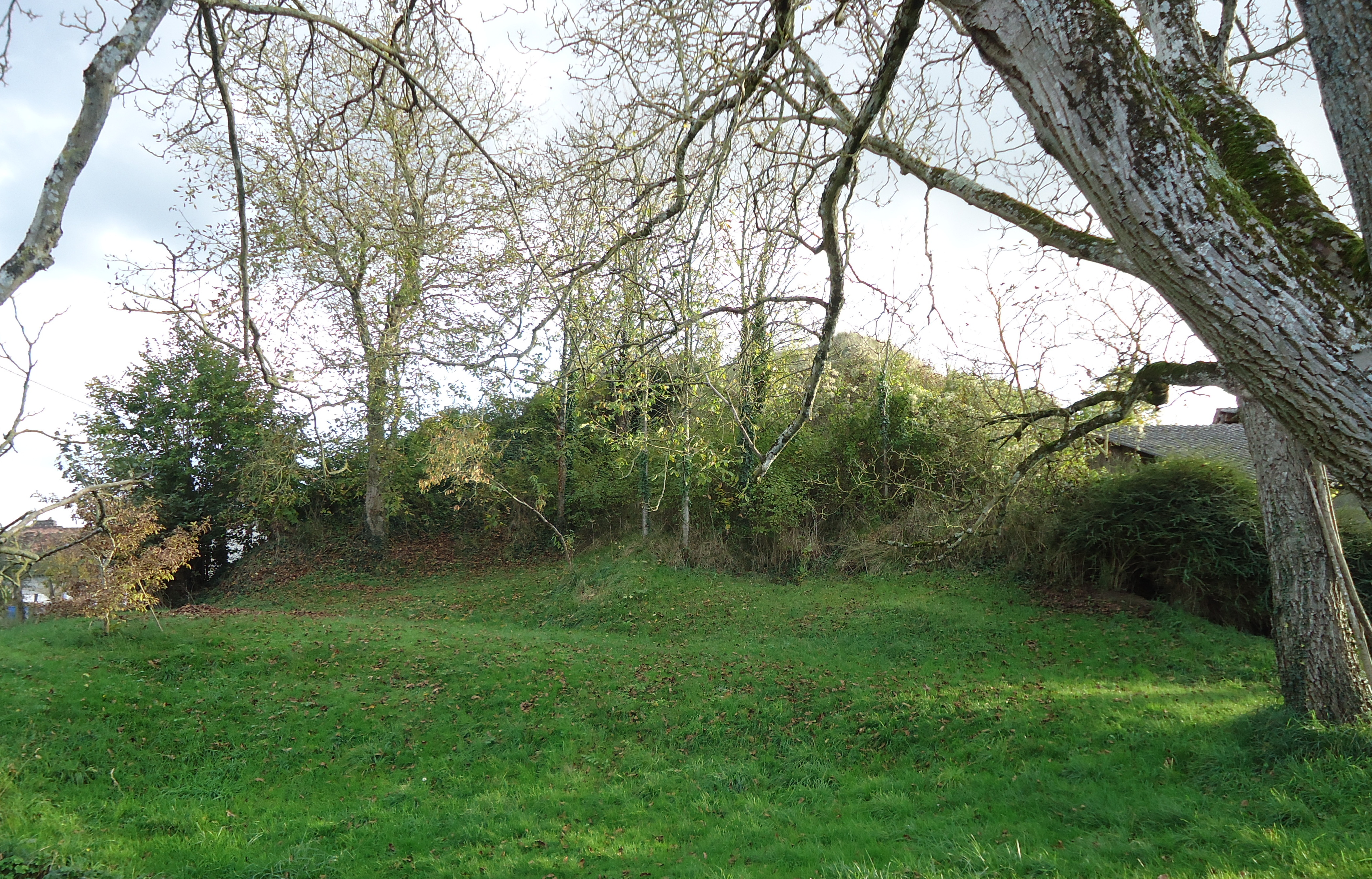
La motte castrale du Vieux Mayet.

## Activité et manifestations
La médiathèque Le Maine blanc renommée Simone-Veil a été ouverte en avril 2001.
Chaque année, concours international  de la photographie organisé par le club Georges Méliès : exposition entre la fin avril et le 8 mai à la salle des fêtes.

### Jumelages
| Ville | Ville             | Pays | Pays      | Période     |
| ----- | ----------------- | ---- | --------- | ----------- |
|       | Ariceștii Zeletin |      | Roumanie  |             |
|       | Lichtenau,        |      | Allemagne | depuis 1983 |

## Personnalités liées à la commune
- Julien Jules Gourdin, horloger, né à Verneil-le-Chétif le 18 juin 1787 et mort à Mayet le 30 octobre 1856. Il est le fils de Jean Gourdin, serrurier, qui vient à Mayet en 1812 pour y installer ses forges et son atelier de mécanique de précision. Ses fils, Jules Edmond (1836-1866) et Jules Auguste (1837-1902) seront diplômés de l'école des Arts et Manufactures et de l'école Supérieure d'Horlogerie de Paris. Le fils d'Auguste sera lui aussi diplômé de l'école supérieure d'Horlogerie de Paris et un très grand inventeur : Lucien Gourdin (1863-1944) termine la dynastie.

La famille Labadens : L'atelier de construction d'horloges monumentales Gourdin ne serait pas ce qu'il est sans Jacques Félix Labadens diplômé de l'école d'ingénieur des Arts et Manufacture et de l'école supérieure de Chalons-sur-Saône. Deux fils prendront la suite de leur père à l'atelier de Mayet puis à Paris, Albert Félix (1846-1900) qui sera diplômé de l'École supérieure des Beaux-Arts (section dessin industriel) et Marcel Félix (1849-1940) qui après avoir travaillé comme ingénieur à Mayet, restera dans l'armée après la guerre de 1870. Il recevra la Légion d'honneur en 1885.  
- François Fialeix, maître-verrier, né à Sèvres en 1818 et mort à Mayet le 22 mars 1886. Il fut maire de Mayet de 1854 à 1872. L'un des plus grands et des plus prolifiques peintres verrier de son temps. Plus de 110 églises sarthoises portent des vitraux de l'atelier. (voir Google Maps : Vitraux Fialeix et Vitraux Fialeix 2)
- Raymond Dronne, né à Mayet en 1908, fut le capitaine commandant la 9e compagnie du régiment de marche du Tchad, faisant partie de la 2e division blindée du général Leclerc, qui entra le premier dans Paris le 24 août 1944, lors de la libération de la capitale. Il est mort à Neuilly-sur-Seine en 1991 et repose à Mayet. Il est compagnon de la Libération, commandeur de la Légion d'honneur, titulaire de la Croix de guerre, de la médaille de la Résistance et de la médaille coloniale. Il a écrit Le Serment de Koufra, la Révolution d'Alger, Carnets de route d'un croisé de la France Libre. Il fut maire d'Écommoy de 1947 à 1983, sénateur de 1948 à 1978 et conseiller général de 1951 à 1976[27].
- Suzanne Bouteloup (1891-1977), institutrice à Mayet et au Mans qui a consacré sa vie à de nombreuses œuvres sociales. Le collège de la ville lui est dédié.
- Georges Pillement (né à Mayet en 1898- mort à Paris en 1984), voyageur, écrivain et dramaturge, polyglotte. Il fut directeur du Figaro illustré. Son livre de souvenir d'enfance L'Armoire à glace retrace son histoire à Mayet.
- Max Boyer (né au Mans en 1910 et mort à Mayet en 1985), homme politique et journaliste, maire de Mayet de 1953 à 1977. En 1944, il fonde le quotidien Le Maine libre dont la une du 11 août 1944 annonce « L'Allemagne hitlérienne s'effondre et avec elle le régime de boue et de sang dont Hitler l'avait dotée ». Membre de la Résistance et de la Section française de l'Internationale ouvrière (SFIO) dès 1928. Président du conseil général de la Sarthe, il sauve de la démolition les ruines de l'abbaye de l'Épau qu'il fait racheter par le Conseil général. Il fait ouvrir au Mans la première faculté de Droit du Mans face au musée de Tessé et fait construire l'hôpital psychiatrique à Allonnes pour remplacer celui vétuste de la rue d'Étoc-de-Mazy[28]. Une avenue de la ville porte son nom depuis le 2 décembre 1989.
- Lecomte Yves (Mayet1897-Loudéac 1970) docteur en médecine, héros de la Résistance et chevalier de la Légion d'honneur) (en attente de documentation).
- Marc François (1909-1997), céramiste, artiste-peintre.
- Jean Guimier (1913-1975), professeur de sport qui participa au développement de l'éducation du sport en France, y est né.

## Sources
- Le centre canonial de Saint-Martin de Tours et ses domaines périphériques en Val de Loire (IXe et Xe siècles), Hélène Noizet, ABPO, 109, no 2 pages 14 et 37, 2002. Magittus, Mayet (Sarthe)
- La Seigneurie de Mayet aux marches de l'Anjou (édition épuisée)
- Mayet de 1789 à 1889 L'histoire retrouvée aux éditions EDITA, Tours, 2013 (webedita.fr)

### Cartes
1. ↑  IGN, « Évolution comparée de l'occupation des sols de la commune sur cartes anciennes », sur remonterletemps.ign.fr (consulté le 17 juillet 2023).